# 奥尔加尼亚
奥尔加尼亚，是西班牙加泰罗尼亚莱里达省的一个市镇。 总面积12平方公里，总人口962人（2001年），人口密度80人/平方公里。